# Jan Vos (homme politique)
Pour les articles homonymes, voir Jan Vos.
Johannes Cornelis Vos dit Jan Vos, né le 9 février 1972 à Rotterdam, est un homme politique néerlandais.

## Carrière
Membre du Parti travailliste, Jan Vos est membre de la Seconde Chambre des États généraux entre le 20 septembre 2012 et le 23 mars 2017.